# Ørsta
Ørsta è un comune norvegese della contea di Møre og Romsdal.